# نخبگان قاتل
نخبگان قاتل یا قاتل زبده (به انگلیسی: Killer Elite) فیلمی به سبک اکشن، هیجانی، جنایی و به کارگردانی گری مکندری است. این فیلم محصول ۲۰۱۱ می‌باشد. از بازیگران معروف آن می‌توان به رابرت دنیرو، جیسون استاتهام، کلایو اوون و دامینیک پرسل اشاره کرد.

## خلاصه داستان
داستان فیلم در سال ۱۹۸۱ رخ می‌دهد و دربارهٔ ماجرای انتقام شیخی در عُمان است که آدمکشی حرفه‌ای بنام دنی(جیسون استاتهام) را برای کشتن افسرهای نیروی ویژه هوابرد بریتانیا که مسئول مرگ سه پسرش بوده‌اند، استخدام می‌کند. برای مجبور کردن دنی به این کار، شیخ دوست و همکار وی معروف به هانتر(رابرت دنیرو) را به اسارت می‌گیرد و شرط آزادی اش را پایان مأموریت دنی یعنی کشتن هر سه افسر تعیین می‌کند؛ ولی در این بین یک مأمور ویژه هوابرد دیگر به نام اسمایکل لونگ(کلایو اوون)متوجه نقشه آن‌ها می‌شود.